# The Will to Believe
The Will to Believe ist ein religionsphilosophischer Essay von William James, in dem er durch pragmatistische Argumentation den Glauben an Gott zu rechtfertigen versucht und sich dabei kritisch mit der Pascalschen Wette auseinandersetzt. James hielt diesen zunächst als Vortrag in Yale und an der Brown University, veröffentlichte ihn dann 1896 in der Zeitschrift New World, 1898 dann in dem Sammelband seiner Vorträge The Will to Believe and other essays in popular philosophy.

## Inhalt
James beginnt mit einer Unterscheidung zwischen lebendigen und toten Hypothesen. Lebendig sind für eine bestimmte Person nur solche Hypothesen, die diese Person auch tatsächlich ernsthaft in Betracht ziehen könnte zu glauben. So sei der Glaube an den Mahdi (eine Art endzeitlicher Heilsbringer im Islam) für die meisten westlichen Menschen eine tote Hypothese. In der Gedankenwelt eines Araber hingegen könnte die Mahdi-Hypothese durchaus einen Platz finden; für ihn wäre die Mahdi-Hypothese eine lebendige, auch wenn er tatsächlich kein Anhänger des Mahdi-Glaubens wäre.
Die Entscheidung zwischen zwei verschiedenen Hypothesen nennt James eine Wahl (engl. option). Wahlen können sein:
1. lebendig oder tot
2. zwingend oder vermeidbar
3. bedeutsam oder trivial.

1. Lebendige Wahlen sind Wahlen zwischen zwei lebendigen Hypothesen, alles andere sind tote Wahlen.
2. Zwingende Wahlen (forced options) sind solche Wahlen, bei denen wir nicht unentschieden bleiben können, alles andere sind vermeidbare Wahlen.
3. Bedeutsame Wahlen (momentous options) sind Wahlen, die das Ergreifen oder Nichtergreifen einer einmaligen Gelegenheit betreffen. Eine Wahl ist in diesem Sinne nicht bedeutsam, wenn sie keine unwiderrufliche Entscheidung ist, wenn ihre Konsequenzen moderat oder gering sind oder wenn man die Wahl später widerrufen kann, falls sie sich als unklug herausstellt. Die meisten naturwissenschaftlichen Wahlen zählt James zu dieser trivialen Art; ein Chemiker könne ein Jahr Forschung in eine bestimmte Hypothese stecken, er „glaubt“ in diesem Maße an sie, aber wenn sie sich nicht bestätigt, kann er die These auch wieder verwerfen.

James definiert für seine Zwecke eine echte Wahl (engl. genuine option) als eine, die sowohl lebendig als auch zwingend als auch bedeutsam ist.
James will zeigen, dass die Wahl zwischen Theismus und Agnostizismus (sofern sie für einen bestimmten Menschen überhaupt lebendig ist) eine zwingende und bedeutsame Wahl sei; dass sie für die meisten seiner Zuhörer zumindest eine lebendige Wahl ist, setzt er dabei voraus,
James setzt sich zunächst mit Pascals Wette auseinander, der zufolge die Glaubensentscheidung wie eine Wette getroffen werden könne, bei der der Glaube an Gott die besseren Gewinnaussichten biete. James bezweifelt, dass ein Glaube, basierend auf Pascals Argumentation, überhaupt ernsthaft möglich sei. Man könne zwar eine beliebige Hypothese energisch behaupten, doch sei es absolut unmöglich, sie aus bloßer Willenskraft dann auch wirklich zu glauben, wenn wir nicht bereits vorher eine gewisse Neigung gehabt hätten, sie ernsthaft in Betracht zu ziehen.
Für James ist es offensichtlich zu spüren, dass ein aus mathematischem Kalkül heraus selbst eingebleuter Glaube am eigentlichen Kern der Glaubenwirklichkeit vorbeigehe, und

„[…] wir selbst, wären wir die Gottheit, wahrscheinlich den ‚Gläubigen‘ von diesem Schlage mit größtem Vergnügen die unendliche Belohnung versagen würden.
Es ist offensichtlich, daß – falls nicht bereits zuvor eine gewisse Neigung bestanden hatte, an Heilige Messen und Weihwasser zu glauben – die Wahl, die Pascal unserem Willen vorschlägt, keine lebendige Wahl ist. Zweifelsfrei hat kein Türke jemals ernsthaft Heilige Messen und Weihwasser in Betracht gezogen, und auch für uns Protestanten erscheinen diese Möglichkeiten der Errettung von vorneherein derart abwegig, daß Pascals Logik, für sich genommen, uns unberührt läßt.“

Ebenso gut könne man uns anbieten, an den Mahdi zu glauben, um unendliches Glück zu gewinnen, es aber zu verlieren, wenn wir nicht an ihn glauben. Die Logik wäre dieselbe wie bei Pascal, und doch wäre der Gedanke an den Mahdi für uns derart fremd, dass die Mahdi-Hypothese für uns eine völlig tote Hypothese wäre.
Da also die Vorstellung eines so mechanisch belohnenden Gottes unsinnig scheine, sei Pascals Wette bereits eine tote Hypothese. Da diese Argumentation außerdem das wissenschaftliche Denken gefährde, sei sie nicht nur dämlich, sondern auch widerwärtig. Pascals Argument sei zwar kraftlos, aber dennoch zeige es, dass die Wahl zwischen Glauben und Agnostizismus zwingend und bedeutsam sei, denn sie beeinflusse unsere Emotionen und unser Handeln in moralisch relevanter Weise, und die Entscheidung zum moralisch richtigen Handeln sei immer sofort nötig.
Alle echten (also lebendigen, zwingenden und bedeutsamen) Wahlen, die nicht aufgrund intellektueller Überlegungen entschieden werden können, dürfen und müssen laut James aus dem Bauch heraus (durch die passional nature) entschieden werden. Bei diesen Wahlen sei es nämlich auch schon eine Bauchentscheidung, nichts zu entscheiden und die Frage offenzulassen. In solch einer epistemischen Situation seien zwei Maximen relevant: Wir sind epistemisch verpflichtet, möglichst viel zu erfahren, also die Wahrheit zu kennen, und möglichst gut Fehler zu vermeiden, also keine Unwahrheiten zu glauben. Diese beiden Gesetze seien materiell verschieden und unsere Wahl einer Präferenz zu einer von beiden könne unser ganzes intellektuelles Leben in unterschiedliche Richtungen lenken.
In vielen Bereichen sei es sinnvoll, der Vermeidung von Irrtum den Vorrang einzuräumen: in der Wissenschaft, aber auch z. B. in Gerichtsverhandlungen. Wissenschaftliche Entscheidungen seien aber auch meist nicht zwingend oder bedeutsam: Für unser praktisches Leben haben sie zunächst keine Relevanz, der Mensch sei hier in einer neutralen, beurteilenden Position. Moralische Entscheidungen dagegen seien häufig bedeutsam und müssten auch ohne rationalen Beweis der Richtigkeit getroffen werden. Auch im sozialen Bereich entscheiden wir oft ohne große Überlegung aus dem Bauch heraus. Das sei wichtig, denn wenn wir etwa überlegen, ob jemand uns mag, wird die Annahme, dass das so ist, auch häufig dazu führen, dass diese Person uns letztlich auch tatsächlich mag. So wird hier durch erst durch den Glauben an einen Satz dieser Satz überhaupt erst wahr.
James räumt ein, dass die Freiheit zum Glauben sich nur auf lebendige Hypothesen erstrecke, was der Intellekt eines Individuums nicht aus eigener Kraft entscheiden könne; eine „tote“ Hypothese könne durch Willenskraft nicht wiederbelebt werden.
Die „religiöse Hypothese“ bestehe nun darin, dass erstens Vollkommenheit etwas Ewiges sei und dass wir zweitens besser bedient seien, wenn wir an den ersten Teil glauben. Es wird angenommen, dass wir ein gewisses wichtiges Gut durch den Glauben gewinnen und durch den Nichtglauben verlieren, sofern der Glaube recht hat. James merkt dazu an, dass die Wahl zwischen Annahme und Nichtannahme der Hypothese hier zwingend und bedeutsam sei, da sofern die Hypothese wahr ist, wir sofort und dauerhaft von unserem Glauben profitieren werden. Jedoch verlieren wir das besagte Gut, ob wir uns nun ausdrücklich für den Nichtglauben entscheiden, oder ob wir unentschieden bleiben. Der Skeptizismus räume nun in religiösen Fragen der Fehlervermeidung unbedingten Vorrang vor der Wahrheitserkenntnis ein und lehne die Religion mangels ausreichender Evidenz ab. James lehnt diese Sichtweise schlicht ab, da er keinen Beweis kenne, warum es besser sei, aus Angst (davor, etwas falsches zu glauben) statt aus Hoffnung (dass es doch wahr sein möge) in eine Falle zu laufen. Eine Regel, die vom Finden einer ganzen Klasse von Wahrheiten abhalte, sei irrational; dies sei aber gegeben, wenn die Maximen der Wissenschaft auf religiöse Überzeugungen ausgeweitet werde. Solange wir in Glaubensfragen also eine echte Wahl haben, sei es akzeptabel und richtig, sich für den Glauben zu entscheiden.
Das Essay endet mit einem Zitat von Fitz James Stephen:

„Wir stehen auf einem Gebirgspaß mitten in Schneegewirbel und dichtem Nebel, durch den hindurch wir dann und wann einen Blick erhaschen auf Pfade, die vielleicht trügerisch sind. Bleiben wir stehen, so erfrieren wir; nehmen wir den falschen Weg, so werden wir zerschmettert. Wir wissen nicht einmal mit Sicherheit, ob es überhaupt einen richtigen Weg gibt. Was sollen wir tun? Sei stark und guten Mutes. Tu das beste, hoffe das beste und nimm es, wie es kommt. Wenn der Tod alles beendet, so können wir dem Tod nicht besser begegnen.“